# Lithosoma actinometra
Lithosoma actinometra är en sjöstjärneart som beskrevs av Fisher 1911. Lithosoma actinometra ingår i släktet Lithosoma och familjen ledsjöstjärnor. Inga underarter finns listade i Catalogue of Life.